# Урга (приток Суры)
Урга — река в Нижегородской области и Чувашии, левый приток Суры (бассейн Волги). Устье реки находится в 72 км от устья Суры по левому берегу. Длина реки составляет 184 км, площадь водосборного бассейна — 2560 км².
Исток реки находится на Приволжской возвышенности в балке в 5 км к юго-востоку от села Толба (Толбинский сельсовет Сергачского района) и в 12 км к северо-западу от города Сергач. Река протекает по территории Сергачского, Княгининского, Лысковского, Воротынского, Спасского и Пильнинского районов. В нижнем течении река образует границу Нижегородской области и республики Чувашия.
Принимает 67 притоков, в её бассейне расположено 100 озёр и прудов. Крупнейший приток — река Имза.
Ширина реки в верхнем течении до 4 м (в расширениях до 15 м), в среднем и нижнем течении — 30—40 м. Глубина реки в среднем и нижнем течении до 4 м, в верхнем — до 2 м. Скорость течения на всём протяжении 0,2—0,3 м/с, в узких местах — до 0,5 м/с. Грунт русла реки в верховьях песчаный, в среднем и нижнем течении — песчано-илистый. В русле преобладают серые илы, в заливах и участках с замедленным течением и развитой высшей водной растительностью — чёрные илы. В нижнем течении берега высотой 4—5 м, безлесые. Пойма и долина реки, за исключением отдельных участков, обширная и достигает в ширину 1—2 км. Питание реки грунтовое, родниковое, а также за счёт стоков с заболоченной низины и атмосферных осадков. Реки данного района замерзают к концу ноября, вскрываются в первой половине апреля. В прибрежье на всём протяжении реки обширные заросли макрофитов, представленных тростником, рогозом и в меньшей мере камышом. Зарастаемость 20 %, на отдельных участках — 50—60 %. Река находится в ландшафтном районе возвышенного лесного и лесостепного правобережья в пределах Приволжской возвышенности, с пашнями и остатками дубрав на суглинках и глинах. На большем протяжении протекает по безлесой местности. В верхнем течении обычно один из берегов полого возвышающийся залесённый, другой — низинный.
Протекает по безлесой, сильно пересечённой местности. Долина реки широкая, рассечена балками. Пойма луговая, частично заболоченная, с небольшими островками кустарника и леса. Берега в верхнем течении низкие и пологие, в среднем и нижнем течении — крутые и обрывистые. Течение слабое, дно, преимущественно, песчаное. Часть реки перегорожена плотинами. Русло извилистое, в низовьях образует старицы. Впадает в Суру в 6 км к юго-западу от города Ядрин.
Долина реки плотно заселена, крупнейшие населённые пункты на реке — сёла Толба (Сергачский район); Покров, Урга и Троицкое (Княгининский район); Низовка, Сосновка, Прудищи, Ивановское, Красный Ватрас и Антоново (Спасский район); Быковка, Покров-Майдан, Кекино и Шокино (Воротынский район).

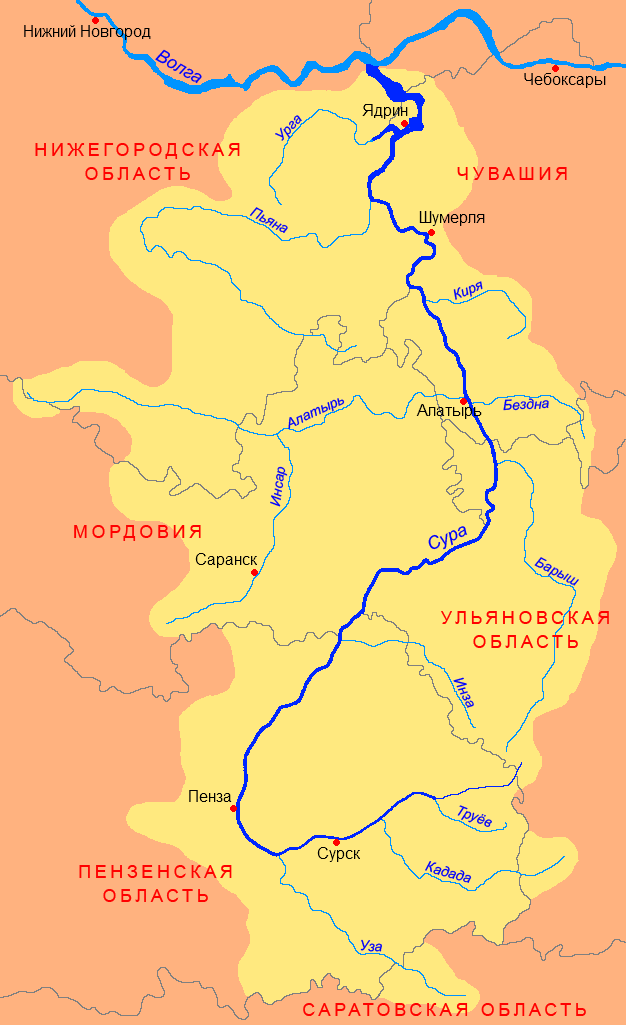
Бассейн Суры

## Притоки
(указано расстояние от устья)
- 48 км: река Урынга (пр)
- 82 км: река Ватраска (пр)
- река Имза (лв)
- река Азаква (пр)
- 129 км: река Ночна (лв)
- 138 км: река без названия, у с. Ананья (лв)
- 144 км: река Шковерка (пр)
- 146 км: река без названия, у с. Троицкое (лв)
- 152 км: река Юлыновка (лв)
- 161 км: река Берёзовка (лв)
- река Медведка (лв)

## Данные водного реестра
По данным государственного водного реестра России относится к Верхневолжскому бассейновому округу, водохозяйственный участок реки — Сура от устья реки Алатырь и до устья, речной подбассейн реки — Сура. Речной бассейн реки — (Верхняя) Волга до Куйбышевского водохранилища (без бассейна Оки).
Код объекта в государственном водном реестре — 08010500412110000040124.